# Мужская сборная Швеции по волейболу
Мужская национальная сборная Швеции по волейболу (швед. Sveriges herrlandslag i volleyboll) — представляет Швецию на международных соревнованиях по волейболу. Управляющей организацией выступает Шведский волейбольный союз (швед. Svenska Volleybollförbundet — SVF).

## История
Волейбол появился в Швеции сразу после Второй мировой войны благодаря переселенцам из Латвии и Эстонии и деятельности Ассоциации молодых христиан (YMCA). В 1946 году Шведским спортивным союзом в Стокгольме были организованы первые общественные курсы по обучению волейболу. В 1961 основан Шведский волейбольный союз, в том же году вступивший в ФИВБ. С 1962 проводятся чемпионаты страны среди мужских и женских команд.
Свои первые матчи мужская сборная Швеции провела в апреле 1962 года в Копенгагене в рамках Северного чемпионата (турнир проводился в 1962—2002 с периодичностью раз в два года среди национальных сборных скандинавских стран и Финляндии). Оба своих матча на турнире шведские волейболисты проиграли со счётом 0:3 — командам Дании и Финляндии.
В 1967 году сборная Швеции дебютировала в чемпионате Европы, проходившем в Турции, и заняла 16-е место среди 20 команд, одержав лишь одну победу в 10 проведённых матчах. В последующие почти 10 лет шведская команда на европейском уровне держалась весьма скромно.
Резкий всплеск результатов сборной Швеции произошёл во второй половине 1980-х годов. На чемпионате Европы 1987 в Бельгии шведы опередили всех соперников в своей группе предварительного этапа, но в полуфинале уступили французам, а в матче за «бронзу» — сборной Греции в упорнейшей 5-сетовой борьбе.
В следующем году сборная Швеции уверенно квалифицировалась на Олимпиаду, одержав в отборочном турнире 5 побед в 5 матчах. На самих же Олимпийских играх в Сеуле шведская команда в своей группе предварительного этапа пропустила вперёд себя сборные СССР и Бразилии, остановившись в шаге от выхода в полуфинал. Итогом олимпийского дебюта для шведов стало 7-е место.
Чемпионат Европы 1989 года принимала Швеция. На предварительной стадии команда хозяев проиграла лишь раз (сборной Италии) и вышла в полуфинал, где встретилась в уверенно первенствовавшей в другой группе сборной СССР. Матч за выход в финал между фаворитами турнира — советскими волейболистами — и командой Швеции принёс сенсацию. Навязав команде СССР упорнейшую борьбу, шведы после проигранной первой партии взяли два последующих сета, но в четвёртом всё же уступили. Решающая партия принесла успех хозяевам чемпионата 17:15. В состоявшемся на следующий день финальном матче сборная Швеции вырвала стартовый сет у итальянцев, накануне без особых затруднений в своём полуфинале обыгравших голландцев, 16:14, но в трёх следующих проиграла. Завоёванное «серебро» до сих пор является высшим достижением сборной Швеции. Лучшим игроком турнира был признан швед Бенгт Густафссон.
В 1990 году сборная Швеции дебютировала на чемпионате мира, проходившем в Бразилии. На групповом этапе скандинавы победили сборные Южной Кореи и Чехословакии и в упорнейшей борьбе уступили бразильской команде 2:3. Упущенное первое место в группе не дало возможности шведам напрямую выйти в четвертьфинал, а в 1/8 шведские волейболисты проиграли болгарам. Итогом стало 10-е место.
Два игрока сборной Швеции принимали участие в Гала-матчах ЕКВ и ФИВБ. Бенгт Густафссон играл в 1987 году в составе сборной «Всех звёзд ЕКВ» в матче против сборной ФРГ, а в 1989 — в составе сборной «Всех звёзд ФИВБ» против команды США. В 1991 году за сборную «Все звёзд ФИВБ» в поединке против сборной Италии выступал Петер Тольсе.
В дальнейшем по мере окончания карьеры игроков, поднявших сборную Швеции до уровня сильнейших команд мира, результаты национальной команды стали неуклонно падать. В 1996 покинул сборную и её главный тренер Андерс Кристианссон, с чьим именем связаны все её успехи. После чемпионата мира 1994 года, где шведы выбыли из борьбы за высокие места уже после первого группового раунда, сборная страны ни разу не смогла квалифицироваться ни на Олимпийские игры, ни на чемпионаты мира и Европы.
Локальный успех сборной связан с её первым участием в розыгрыше Евролиги в 2017 году, когда шведские волейболисты сумели стать бронзовыми призёрами турнира.     

## Результаты выступлений и составы

### Олимпийские игры
| - 1964 — не участвовала - 1968 — не участвовала - 1972 — не участвовала - 1976 — не участвовала - 1980 — не участвовала - 1984 — не участвовала - 1988 — 7-е место - 1992 — не участвовала | - 1996 — не участвовала - 2000 — не участвовала - 2004 — не участвовала - 2008 — не квалифицировалась - 2012 — не участвовала - 2016 — не участвовала - 2020 — не участвовала - 2024 — не участвовала |

- 1988: Урбан Леннартссон, Яннис Калмазидис, Ян Хеденгорд, Матс Карлссон, Томас Хошек, Андерс Лундмарк, Пер-Андерс Сееф, Бенгт Густафссон, Хокан Бьёрне, Ларс Нильссон, Петер Тольсе, Патрик Юханссон. Тренер — Андерс Кристианссон.

### Чемпионаты мира
| - 1949 — не участвовала - 1952 — не участвовала - 1956 — не участвовала - 1960 — не участвовала - 1962 — не участвовала - 1966 — не участвовала - 1970 — не участвовала - 1974 — не квалифицировалась - 1978 — не участвовала - 1982 — не участвовала - 1986 — не участвовала | - 1990 — 10-е место - 1994 — 13—16-е место - 1998 — не квалифицировалась - 2002 — не участвовала - 2006 — не участвовала - 2010 — не квалифицировалась - 2014 — не квалифицировалась - 2018 — не квалифицировалась - 2022 — не квалифицировалась - 2025 — не квалифицировалась |

- 1990: Юхан Исакссон, Урбан Леннартссон, Ян Хольмквист, Ян Хеденгорд, Никлас Торнберг, Андерс Крист, Микаэль Чельстрём, Пер-Андерс Сееф, Бенгт Густафссон, Хокан Бьёрне, Ларс Нильссон, Петер Тольсе. Тренер — Андерс Кристианссон.

### Чемпионаты Европы
| - 1948 — не участвовала - 1950 — не участвовала - 1951 — не участвовала - 1955 — не участвовала - 1958 — не участвовала - 1963 — не участвовала - 1967 — 16-е место - 1971 — 17-е место - 1975 — не квалифицировалась - 1977 — не квалифицировалась - 1979 — не квалифицировалась - 1981 — не участвовала - 1983 — не квалифицировалась - 1985 — 9-е место - 1987 — 4-е место - 1989 — 2-е место - 1991 — 10-е место | - 1993 — 11—12-е место - 1995 — не квалифицировалась - 1997 — не квалифицировалась - 1999 — не квалифицировалась - 2001 — не участвовала - 2003 — не участвовала - 2005 — 4-е место - 2007 — не квалифицировалась - 2009 — не квалифицировалась - 2011 — не квалифицировалась - 2013 — не квалифицировалась - 2015 — не квалифицировалась - 2017 — не квалифицировалась - 2019 — не квалифицировалась - 2021 — не квалифицировалась - 2023 — не участвовала - 2026 — |

- 1989: Юхан Исакссон, Урбан Леннартссон, Ян Хольмквист, Ян Хеденгорд, Пер-Андерс Сееф, Хокан Бьёрне, Бенгт Густафссон, Яннис Калмазидис, Матс Карлссон, Ларс Нильссон, Бу Странд, Петер Тольсе. Тренер — Андерс Кристианссон.

### Евролига
Сборная Швеции участвовала только в двух розыгрышах Евролиги.
- 2017 —  3-е место
- 2018 — 8—10-е место

- 2017: Линус Экстранд, Антон Вейк-Тегенрот, Фредрик Густавссон, Стаффан Бломгрен, Йенс Аремарк, Давид Петерссон, Вильхельм Нильссон, Филип Петерссон, Эрик Сундберг, Виктор Линдберг, Якоб Линк, Виктор Нильсен, Дардан Луштаку, Юхан Эрикссон. Тренер — Юхан Исакссон.

### Северный чемпионат
Проводился в 1962—2002 по чётным годам среди сборных команд стран Скандинавии и Финляндии
- 1-е место — 1986, 1994.
- 2-е место — 1966, 1970, 1972, 1974, 1976, 1978, 1980, 1982, 1984, 2002.
- 3-е место — 1962, 1964, 1968, 1996.
- 4-е место — 1988, 1992, 1998, 2000.

### Кубок весны
Сборная Швеции один раз (в 1988 году) побеждала в традиционном международном турнире Кубок весны (Spring Cup), который ежегодно (с 1962 для мужских и с 1973 для женских сборных команд) проводился по инициативе федераций волейбола западноевропейских стран.

## Состав
Сборная Швеции в квалификации чемпионата Европы 2026 (2024 год)
| №  | Имя, фамилия    | Год рождения | Рост | Амплуа      | Клуб                                    |
| -- | --------------- | ------------ | ---- | ----------- | --------------------------------------- |
| 1  | Даниэль Грувеус | 1999         | 194  | нападающий  | «Хершинг» Хершинг-ам-Аммерзе            |
| 3  | Йоэль Андерссон | 2000         | 185  | либеро      | «Акаа Воллей» Акаа                      |
| 4  | Альфред Бринк   | 2000         | 194  | связующий   | «Вингокер»                              |
| 5  | Макс Петерссон  | 2001         | 192  | нападающий  | «Хюльте-Хальмстад» Хюльтебрук/Хальмстад |
| 6  | Якоб Экман      | 2002         | 206  | центральный | «Канн»                                  |
| 8  | Эдвин Сверд     | 1999         | 186  | либеро      | «Орион» Дутинхем                        |
| 9  | Давид Петерссон | 1994         | 205  | центральный | «Хюльте-Хальмстад» Хюльтебрук/Хальмстад |
| 10 | Хампус Экстранд | 2003         | 202  | нападающий  | «Консар» Равенна                        |
| 11 | Патрик Юханссон | 1998         | 204  | центральный | «Лунд»                                  |
| 12 | Эрик Аск        | 2005         | 203  | нападающий  | «Хюльте-Хальмстад» Хюльтебрук/Хальмстад |
| 13 | Аксель Энлунд   | 2007         | 205  | нападающий  | «Фальчёпинг»                            |
| 14 | Якоб Линк       | 1997         | 197  | нападающий  | «Аль-Ховильдиа» Эд-Даммам               |
| 17 | Монк Эрикссон   | 2005         | 198  | центральный | «Норденскув-Унгдомс» Орре-Сонг          |
| 18 | Оскар фон Зюдов | 1999         | 189  | связующий   | «Варемме» Варем                         |
| 19 | Виктор Линдберг | 1996         | 190  | нападающий  | «Флобю»                                 |

- Главные тренеры —  Гидо Вермёлен.
- Тренер — Карл Норден.